# East African Safari Air
East African Safari Air – kenijska linia lotnicza z siedzibą w Nairobi.

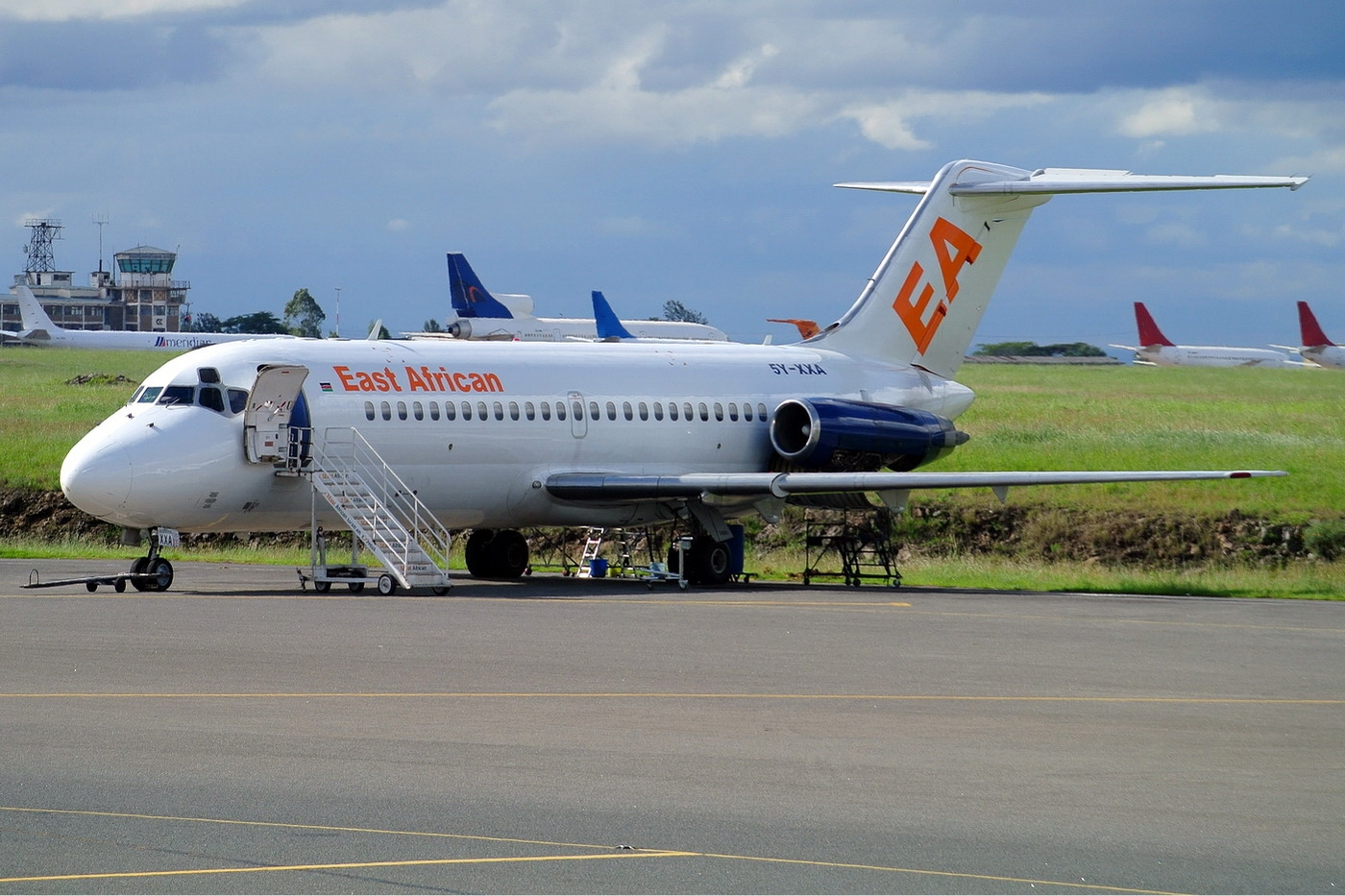
Douglas DC-9 linii East African Safari Air na lotnisku Jomo Kenyatta

Obsługiwała połączenia krajowe. Głównym węzłem był port lotniczy Jomo Kenyatta.